# 白俄羅斯奧林匹克委員會
白俄羅斯奧林匹克委員會是白俄羅斯的國家奧林匹克委員會。該組織成立於1991年3月22日，是國際奧林匹克委員會和歐洲奧林匹克委員會的成員。1994年，首次派員參加在挪威利勒哈默爾舉行的冬季奧運會。
現時，白俄羅斯奧林匹克委員會的總部設在首都明斯克，主席是該國總統亞歷山大·格里戈里耶維奇·盧卡申科的兒子维克托·亚历山德罗维奇·卢卡申科，他自2021年起出任此職。

## 資料來源
1. ↑  .   [2014-05-19]. （原始内容存档于2011-07-20）.